# طایفه شهران
طایفه شهران، طایفه‌ای از قبایل شبه جزیره عربستان است که در جنوب غربی پادشاهی عربستان سعودی و بین کوه‌های حجاز و جنوب نجد، شهران یکی از قدیمی‌ترین طوایف خثام است.

## دودمان
شهران بن افراس بن حلف بن خثم بن انمار بن ارش بن عمرو بن الغوث بن نبات بن مالک بن زید بن کحلان بن سبا، و این نظر ابن الکلبی، خلیفه بن خیاط، آل یعقوبی، ابن عساکر است. ابن حزم و ابوالمنذر السحری و اکثر نسب شناسان.

## بازبينى كننده
1. ↑  «ص617 - كتاب معجم قبائل العرب القديمة والحديثة - شهران - المكتبة الشاملة». shamela.ws. دریافت‌شده در ۲۰۲۴-۰۸-۲۶.
2. ↑  «نسب معد واليمن الكبير - ابن الكلبي - مکتبة مدرسة الفقاهة». ar.lib.eshia.ir (به عربی). دریافت‌شده در ۲۰۲۴-۰۵-۰۹.

مشارکت‌کنندگان ویکی‌پدیا. «شهران». در دانشنامهٔ ویکی‌پدیای عربی، بازبینی‌شده در ۸ مارس ۲۰۲۲.